# Lista över fornlämningar i Enköpings kommun (Kulla)
Lista över fornlämningar i Enköpings kommun (Kulla) är en förteckning av ett urval av de fornlämningar som finns i Kulla i Enköpings kommun.
| Namn       | Lämningstyp  | Tillkomsttid | Historisk indelning | Plats | Läge                 | ID-nr          | Bild                                      |
| ---------- | ------------ | ------------ | ------------------- | ----- | -------------------- | -------------- | ----------------------------------------- |
| Kulla 2:1  | Runristning  |              | Kulla, Uppland      |       | 59.700096, 17.496971 | 10025000020001 | Ladda upp en bild av detta fornminne      |
| Kulla 3:1  | Runristning  |              | Kulla, Uppland      |       | 59.699885, 17.495887 | 10025000030001 | Ladda upp en bild av detta fornminne      |
| Kulla 4:1  | Runristning  |              | Kulla, Uppland      |       | 59.701529, 17.485348 | 10025000040001 | Ladda upp en till bild av detta fornminne |
| Kulla 5:1  | Hög          |              | Kulla, Uppland      |       | 59.704174, 17.461234 | 10025000050001 | Ladda upp en bild av detta fornminne      |
| Kulla 8:1  | Runristning  |              | Kulla, Uppland      |       | 59.695846, 17.484511 | 10025000080001 | Ladda upp en bild av detta fornminne      |
| Kulla 12:1 | Gravfält     |              | Kulla, Uppland      |       | 59.696635, 17.453071 | 10025000120001 | Ladda upp en bild av detta fornminne      |
| Kulla 13:1 | Gravfält     |              | Kulla, Uppland      |       | 59.694222, 17.450362 | 10025000130001 | Ladda upp en bild av detta fornminne      |
| Kulla 15:1 | Stensättning |              | Kulla, Uppland      |       | 59.692485, 17.457070 | 10025000150001 | Ladda upp en bild av detta fornminne      |
| Kulla 15:2 | Stensättning |              | Kulla, Uppland      |       | 59.692334, 17.457206 | 10025000150002 | Ladda upp en bild av detta fornminne      |
| Kulla 16:1 | Runristning  |              | Kulla, Uppland      |       | 59.689184, 17.448207 | 10025000160001 | Ladda upp en bild av detta fornminne      |
| Kulla 17:1 | Gravfält     |              | Kulla, Uppland      |       | 59.688884, 17.450555 | 10025000170001 | Ladda upp en bild av detta fornminne      |
| Kulla 18:1 | Gravfält     |              | Kulla, Uppland      |       | 59.687819, 17.453337 | 10025000180001 | Ladda upp en bild av detta fornminne      |
| Kulla 19:1 | Gravfält     |              | Kulla, Uppland      |       | 59.688551, 17.474102 | 10025000190001 | Ladda upp en bild av detta fornminne      |
| Kulla 20:1 | Gravfält     |              | Kulla, Uppland      |       | 59.686939, 17.470839 | 10025000200001 | Ladda upp en bild av detta fornminne      |
| Kulla 22:1 | Stensättning |              | Kulla, Uppland      |       | 59.690515, 17.439941 | 10025000220001 | Ladda upp en bild av detta fornminne      |
| Kulla 22:2 | Stensättning |              | Kulla, Uppland      |       | 59.690395, 17.440105 | 10025000220002 | Ladda upp en bild av detta fornminne      |
| Kulla 24:1 | Stensättning |              | Kulla, Uppland      |       | 59.704783, 17.481646 | 10025000240001 | Ladda upp en bild av detta fornminne      |
| Kulla 24:2 | Stensättning |              | Kulla, Uppland      |       | 59.704969, 17.481453 | 10025000240002 | Ladda upp en bild av detta fornminne      |
| Kulla 25:1 | Stensättning |              | Kulla, Uppland      |       | 59.707029, 17.471762 | 10025000250001 | Ladda upp en bild av detta fornminne      |
| Kulla 28:1 | Stensättning |              | Kulla, Uppland      |       | 59.692010, 17.458505 | 10025000280001 | Ladda upp en bild av detta fornminne      |
| Kulla 32:1 | Stensättning |              | Kulla, Uppland      |       | 59.695989, 17.484018 | 10025000320001 | Ladda upp en bild av detta fornminne      |
| Kulla 32:2 | Stensättning |              | Kulla, Uppland      |       | 59.696081, 17.483980 | 10025000320002 | Ladda upp en bild av detta fornminne      |
| Kulla 32:3 | Stensättning |              | Kulla, Uppland      |       | 59.695906, 17.484206 | 10025000320003 | Ladda upp en bild av detta fornminne      |
| Kulla 34   | Stensättning |              | Kulla, Uppland      |       | 59.694822, 17.447822 | 12000000024113 | Ladda upp en bild av detta fornminne      |
| Kulla 37   | Röse         |              | Kulla, Uppland      |       | 59.694676, 17.448210 | 12000000024116 | Ladda upp en bild av detta fornminne      |